# Secret Chiefs 3
Die Secret Chiefs 3 sind eine US-amerikanische Rockband.

## Geschichte
Secret Chiefs 3 wurden ca. 1995 gegründet. Die ursprünglichen Band-Mitglieder waren die Instrumentalisten der Rock-Gruppe Mr. Bungle: Trey Spruance (u. a. E-Gitarre), Trevor Dunn (E-Bass) und Danny Heifetz (Schlagzeug). Trey Spruance ist bis heute beständiger Teil und treibende Kraft der SC3. Die zahlreichen restlichen Mitglieder spielen oder spielten nur zeitweise bei den SC3, wobei z. B. die Violinisten Eyvind Kang und Timb Harris oder Schlagzeuger Ches Smith als beständige Mitglieder angesehen werden können. Diese Vielfalt der Musiker gilt als besonders reizvoll, da durch deren individuelle Spielweise bereits bestehende Lieder unterschiedlich interpretiert werden.

## Musik
Als der kreative Kopf der SC3 gilt der ehemalige Mr.-Bungle- und vorübergehende Faith-No-More-Gitarrist Trey Spruance. Der musikalische Schwerpunkt liegt – was besonders gut bei ihren Live Shows demonstriert wird – auf einer Mischung aus 1960er Surfrock, traditioneller orientalischer Musik mit westlichen Einschlägen aus Rock und Elektronica, sowie Filmmusik des Monumental-, Horror- und Westerngenres. Eine weitere Besonderheit der SC3 sind ihre aufwändig gestalteten Artworks, in denen überwiegend Symbole und Schriften des islamischen Mystizismus verwendet werden. Viele Lieder wurden in den Tracklisten verschiedenen Sub-Projekten zugeschrieben, zu denen The Electromagnetic Azoth, UR, Ishraqiyun, Traditionalists, Holy Vehm und FORMS gehören.

## Diskographie
- 1995: The Legendary Paper Project (Split-Single mit Mr. Bungle zur limitierten Version des Albums Disco Volante)
- 1996: First Grand Constitution and Bylaws
- 1996: Zulkifar II + III (Single)
- 1998: Second Grand Constitution and Bylaws: Hurqalya
- 1999: Eyes of Flesh - Eyes of Flame (Livealbum)
- 2001: Book M
- 2004: Book of Horizons
- 2007: Xaphan: Book of Angels Volume 9 (Kompositionen aus John Zorns Book of Angels)
- 2007: Path of Most Resistance (Kompilation)
- 2009: Live at the Great American Music Hall (Live-DVD)
- 2009: Le Mani Destre Recise Degli Ultimi Uomini (als Traditionalists)
- 2009: Satellite Supersonic, Vol.1
- 2013: Book of Souls, Folio A
- 2014: Perichoresis (Secret Chiefs 3/Ishraqiyun)